# 栗原重平
栗原 重平（くりはら じゅうへい、1874年（明治7年）5月10日 - 1940年（昭和15年）8月5日）は、大日本帝国陸軍軍人。最終階級は陸軍少将。位階勲等功級は従四位勲三等功四級。

## 経歴・人物
群馬県出身。1896年（明治29年）陸軍士官学校第7期卒業。
1914年（大正3年）8月に朝鮮駐箚軍司令部附、1915年（大正4年）11月に陸軍歩兵中佐、1918年（大正7年）6月に朝鮮軍司令部附、1919年（大正8年）4月に陸軍歩兵大佐を経て、1923年（大正12年）8月6日に陸軍少将に昇進と同時に待命、同年9月1日に予備役に、1933年（昭和8年）4月に後備役に編入した。